# City-Pier-City Loop 2015
De 41e editie van de City-Pier-City Loop vond plaats op zondag 8 maart 2015. Het evenement werd gesponsord door Nationale-Nederlanden. De weersomstandigheden waren deze editie vrij gunstig, met een gemiddelde windsnelheid van 5 m/s en een temperatuur van 11 graden.
De overwinning bij de mannen ging naar de 28-jarige Keniaan Stanley Biwott; hij finishte in 59.20. Biwott liep een zeer regelmatige race. Zijn 5-kilometertijden van achtereenvolgens 14.03, 14.07, 14.04 en 14.03 en een laatste 1,1 kilometer van 3.03 wezen hem de weg naar een topprestatie. Khalid Choukoud was de eerste Nederlander op een negende plaats met een tijd van 1:02.52.
De snelste vrouw was de 35-jarige Zwitserse Maja Neuenschwander (1:11.08). De eerste Nederlandse was Stefanie Bouma (1:18.01).
Naast de halve marathon kende het evenement ook wedstrijden met de afstand 10 km en 5 km.

## Uitslagen

### Mannen
| pos. | atleet                 | land      | tijd    |
| ---- | ---------------------- | --------- | ------- |
| 1    | Stanley Biwott         | Kenia     | 59.20   |
| 2    | Cyprian Kotut          | Kenia     | 59.28   |
| 3    | Edwin Kiptoo           | Kenia     | 59.35   |
| 4    | Eliud Tarus            | Kenia     | 1:00.04 |
| 5    | Bernard Kimani         | Kenia     | 1:00.05 |
| 6    | Vincent Rono           | Kenia     | 1:00.52 |
| 7    | Azmeraw Mengistu       | Ethiopië  | 1:00.54 |
| 8    | Mark Kiptoo            | Kenia     | 1:02.21 |
| 9    | Khalid Choukoud        | Nederland | 1:02.52 |
| 10   | Mohammed Burka         | Ethiopië  | 1:03.43 |
| 11   | Soufiane Bouchikhi     | België    | 1:03.45 |
| 12   | Tom Wiggers            | Nederland | 1:03.52 |
| 13   | Mats Lunders           | België    | 1:03.55 |
| 14   | Koen Naert             | België    | 1:04.16 |
| 15   | Koen Raymaekers        | Nederland | 1:04.17 |
| 16   | Willem Van Schuerbeeck | België    | 1:04.39 |
| 17   | Lema Tola              | Ethiopië  | 1:04.49 |
| 18   | Abdelhadi El Hachimi   | België    | 1:05.17 |
| 19   | Bart van Nunen         | Nederland | 1:05.20 |
| 20   | Henri Manninen         | Finland   | 1:06.05 |

### Vrouwen
| pos. | atleet               | land        | tijd    |
| ---- | -------------------- | ----------- | ------- |
| 1    | Maja Neuenschwander  | Zwitserland | 1:11.08 |
| 2    | Gezashign Gemeda     | Ethiopië    | 1:12.41 |
| 3    | Fabienne Schlumpf    | Zwitserland | 1:13.56 |
| 4    | Anna Holm Baumeister | Noorwegen   | 1:14.19 |
| 5    | Martina Tresch       | Zwitserland | 1:16.18 |
| 6    | Stefanie Bouma       | Nederland   | 1:18.01 |
| 7    | Renate Wyss          | Zwitserland | 1:18.31 |
| 8    | Evelien Ruijters     | Nederland   | 1:18.53 |
| 9    | Silke Schmidt        | Duitsland   | 1:19.39 |
| 10   | Mirjam Bebi          | Zweden      | 1:21.09 |

1975 ·
1976 ·
1977 ·
1978 ·
1979 ·
1980 ·
1981 ·
1982 ·
1983 ·
1984 ·
1985 ·
1986 ·
1987 ·
1988 ·
1989 ·
1990 ·
1991 ·
1992 ·
1993 ·
1994 ·
1995 ·
1996 ·
1997 ·
1998 ·
1999 ·
2000 ·
2001 ·
2002 ·
2003 ·
2004 ·
2005 ·
2006 ·
2007 ·
2008 ·
2009 ·
2010 ·
2011 ·
2012 ·
2013 ·
2014 ·
2015 ·
2016 ·
2017 ·
2018 ·
2019 (afgelast) ·
2020 ·
2021 (afgelast) ·
2022 ·
2023 ·
2024